# سمبوسه

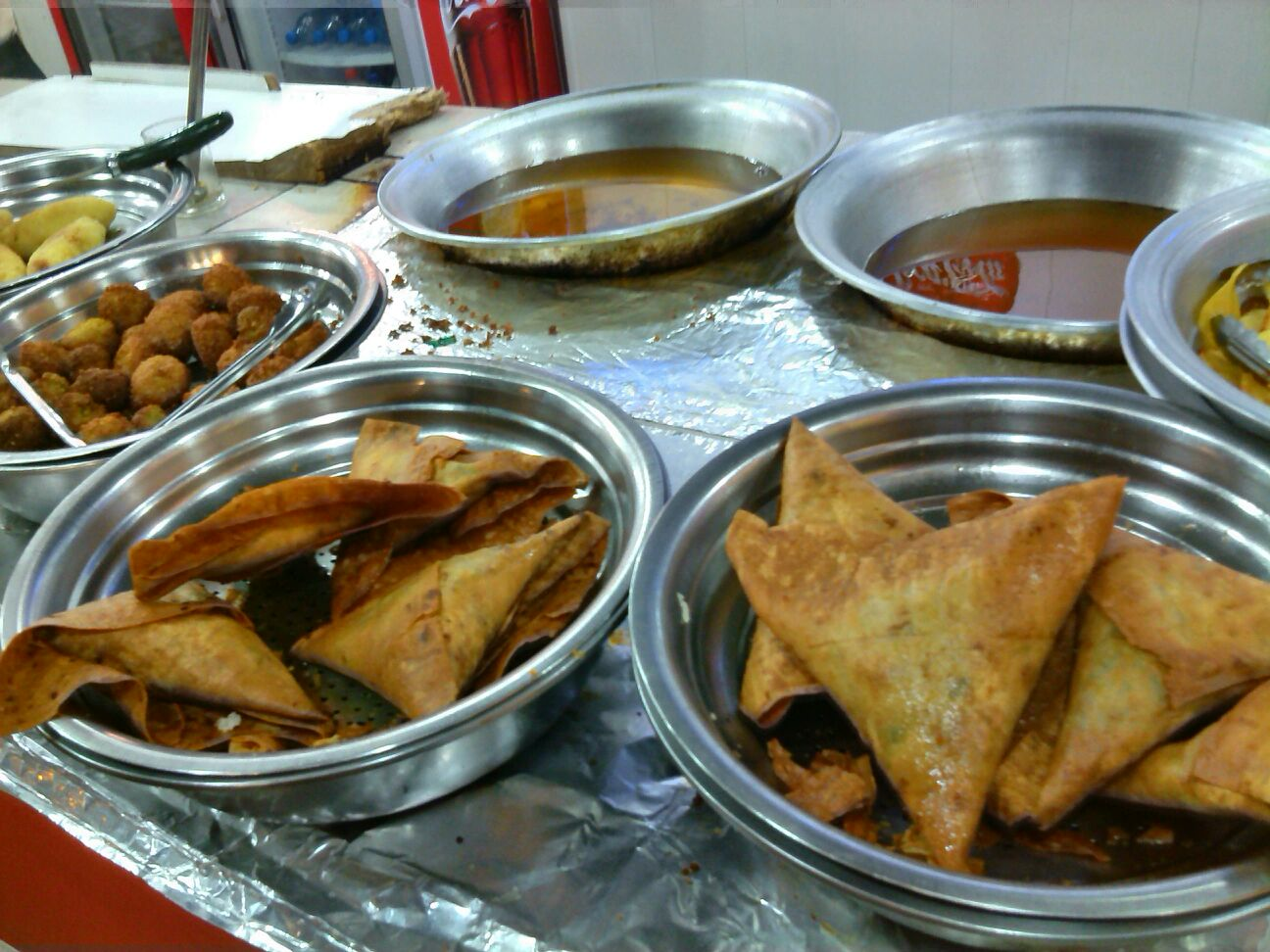
بازار فلافل و سمبوسه اهواز

سنبوسه یا سمبوسه یک خوراکی غرب و جنوب آسیا است که از خمیر پهن‌شده درست می‌شود به همین دلیل نوعی پای محسوب می‌شود که میانش را با سیب‌زمینی، گوشت کوبیده، پیاز و ادویه پر کرده و در روغن برشته کرده باشند. از خوراکی‌های معروف ایرانی و بیشتر در جنوب ایران نظیر بوشهر، خوزستان، هرمزگان، و… پخت‌شده.
سنبوسه در ایران به عنوان خوراکی -و نه وعده غذایی- مصرف می‌شود. سنبوسه امروزه تقریباً یک غذای جهانی است و در همه کشورها کم و بیش وجود دارد و در رستوران‌های ایرانی و لبنانی یا افغانی در کشورهای خارجی معمولاً وجود دارد. سنبوسه ابتدا در قدیم یک غذای اصلی در خراسان بوده است اما در خراسان سنبوسه را پس از آماده کردن و گذاشتن مواد (کوبیدهٔ نخود، پیاز، سبزیجات و گوشت خورد شده) و با تا کردن لایه‌های خمیر روی همدیگر و فشردن، آن را در آب جوش می‌انداختند و آشی درست می‌شد که به آن آش جوش پره یا آش لخشک می‌گفتند اما امروزه به‌جای پختن سنبوسه (جوش پره) در آب، آن را در روغن سرخ می‌کنند و این شیوه امروزه در بیشتر نقاط جهان رایج شده است. اما در جنوب خراسان هنوز هم سنبوسه آب‌پز به عنوان یک آش خوشمزه در روستاها رایج آست. همان‌طور که در تاریخ بیهقی آمده این غذا از دوران بسیار قدیم در خراسان رایج بوده است.[۱۰]

## روش تهیه
در طبخ سنبوسه از موادی چون گوشت چرخ‌کرده، سیب‌زمینی، گشنیز، جعفری، تره، پیاز، نان لواش، زردچوبه، فلفل سیاه، فلفل قرمز، نمک، پودر کاری و روغن استفاده می‌شود.
امروزه برای پختن سنبوسه مواد تشکیل دهنده (معمولاً پیاز خردشده، گوشت، سبزیجات و نخود از قبل پخته شده) را در تکه‌ای بزرگ از نان لواش یا برگی از خمیر می‌ریزند و نان لواش یا برگ خمیر را به‌صورت سه‌گوش می‌بندند و سپس آن را در ماهی‌تابه می‌گذارند و در روغن سرخ می‌کنند.

## دربارهٔ واژه
سنبوسه واژه‌ای از ریشهٔ فارسی است که شکل تغییریافتهٔ واژهٔ پارسی «سنبوسگ» است. به دلیل روش تلفظ سنبوسه به صورت «سمبوسه» بعضی از افراد در مورد نام آن اشتباه می‌کنند. بخش اول این نام همان واژه «سه» است و سنبوسه معنی شیرینی سه‌گوش را می‌دهد.
این واژه با اشکالی مشابه به زبان‌های دیگری چون عربی، هندی، پنجابی، قرقیزی، قزاقی، ازبکی، سومالیایی، بلوچی انگلیسی، فرانسوی و دیگر زبان‌های جهان راه یافته است.

## تاریخچه

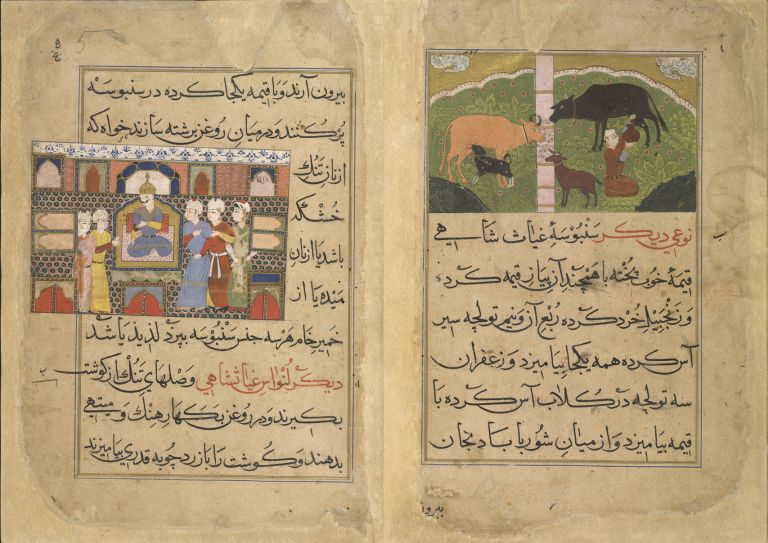
بخشی از متن نعمت‌نامه نصیرالدین‌شاهی: «نوعی دیگر: سنبوسهٔ غیاث‌شاهی: قیمهٔ خوب‌پخته با همچند آن پیاز، قیمه کرده، و زنجبیل خرد کرده و ربع آن و نیم تولچه سیر آس کرده همه یکجا بیامیزد و زعفران سه تولچه در گلاب آس کرده با قیمه بیامیزد و از میان شوربا بادنجان بیرون آرند و با قیمه یکجا کرده در سنبوسه پر کنند و در میان روغن برشته سازند خواه از نان تنُک خشکه باشد یا از نان میده یا از خمیر خام؛ هر سه جنس سنبوسه بپزد، لذیذ باشد.»

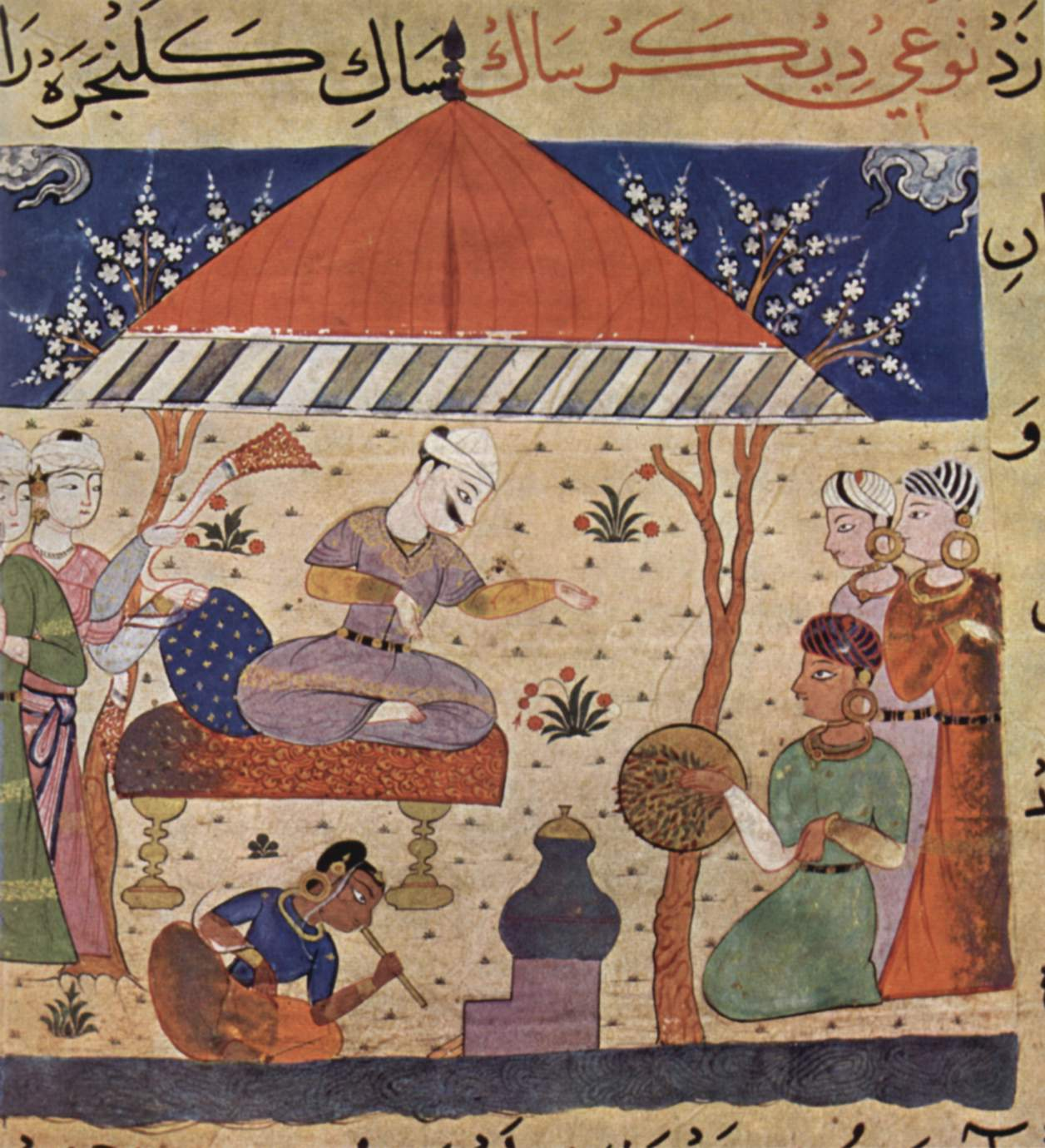
در این مینیاتور، غیاث‌الدین بر کار آشپزی کنیزان نظارت می‌کند. تأثیرات ایرانی در این نگاره در شکل ابرها، درختان گلدار، بته‌ها و پیش‌زمینه تصویر دیده می‌شود. عناصر هندی مختلف چون جامهٔ زنان و تزئینات و رنگ‌ها در تصویر دیده می‌شود.

برخی معتقدند این خوراک از ایران به هند راه پیدا کرده است در حالی‌که گفته می‌شود سمبوسه در اوایل قرن سیزدهم توسط بازرگانان خراسانی به هند رسید و با کمی تغییر در دستور تهیه آن، به یکی از خوراکی‌های محبوب در میان هندی‌ها بدل شد و از قضا پادشاه هندوستان و خاندان سلطنتی در گذشته‌های دور علاقه خاصی به این غذا داشته‌اند. از این روایت مشخص می‌شود که برخلاف نظر عده‌ای که منشأ این غذا را جنوب ایران می‌دانند، سمبوسه در اصل متعلق به خراسان است. حکایت دور و دراز سمبوسه تا مصر هم می‌رسد. و این خوراک یکی از معروف‌ترین غذاهای کشورهای جنوب آسیا نیز محسوب می‌شود.
در کتاب تاریخ بیهقی چنین آمده است: «:... ندیمان را بخواند و امیر، شراب و مطربان خواست و این اعیان را به شراب بازگرفت و طبق‌های نواله و سنبوسه روان شد.»
در کتاب نعمت‌نامه نصیرالدین‌شاهی آمده است. «سنبوسهٔ غیاث‌شاهی: قیمهٔ خوب‌پخته با همچند آن پیاز، قیمه کرده، و زنجبیل خرد کرده و ربع آن و نیم تولچه سیر آس کرده همه یکجا بیامیزد و زعفران سه تولچه در گلاب آس کرده با قیمه بیامیزد و از میان شوربا بادنجان بیرون آرند و با قیمه یکجا کرده در سنبوسه پر کنند و در میان روغن برشته سازند خواه از نان تنُک خشکه باشد یا از نان میده یا از خمیر خام؛ هر سه جنس سنبوسه بپزد، لذیذ باشد.»[۱۱]

## انواع سنبوسه

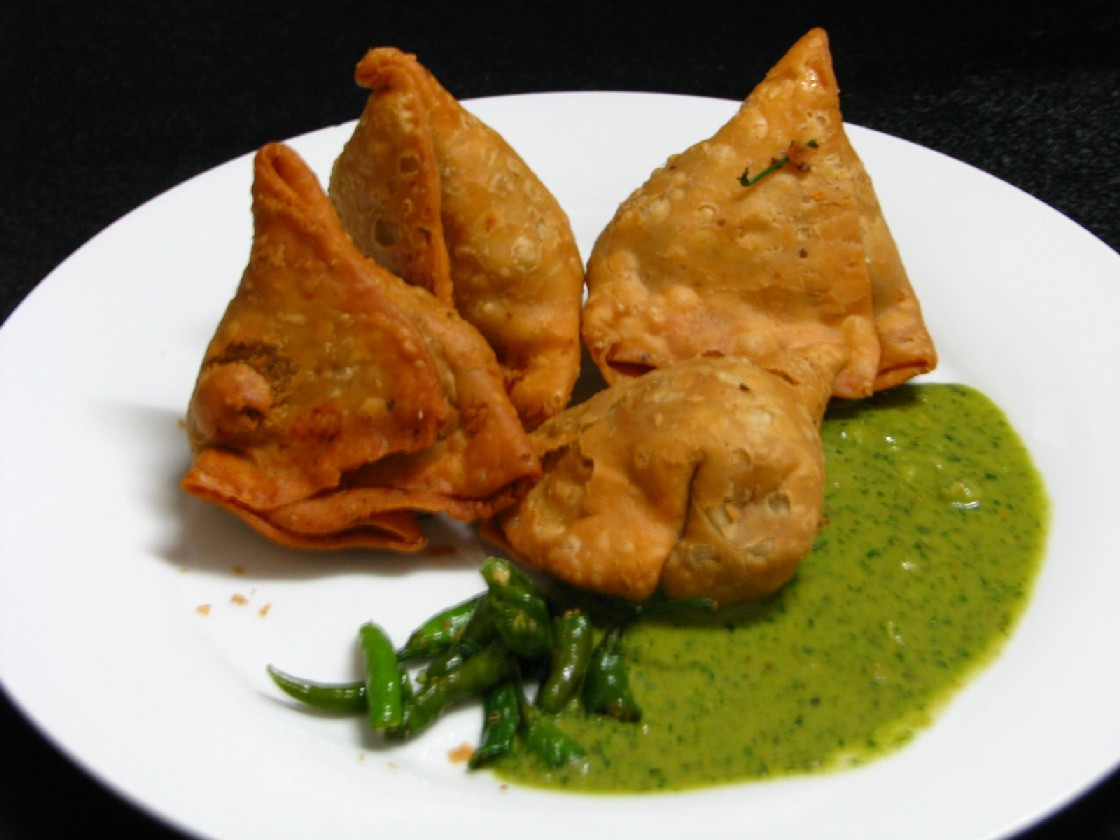
سنبوسه‌هایی همراه با چاشنی، در بمبئی، هند

- سنبوسه پیتزایی
- سنبوسه بندری
- سنبوسه آبادان
- سنبوسه سیب زمینی
- سنبوسه بلوچی
- سنبوسه سبزیجات
- سمبوسه اسفناج
- سنبوسه گوشت
- سنبوسه مرغ